# Hodenc-en-Bray

Hodenc-en-Bray este o comună în departamentul Oise, Franța. În 1 ianuarie 2022 avea o populație de 484 de locuitori.